# حرائق غابات سيمليبال 2021
حرائق غابات سيمليبال 2021 هي حرائق غابات حدثت في ولاية أوديشا الهندية في مارس وأبريل 2021. أثرت الحرائق على محمية المحيط الحيوي البسيط الحساسة بيئيًا، وتسببت في أضرار واسعة النطاق بالبيئة المحلية وكذلك الممتلكات وسبل العيش.

## التأثير
صرح كبير مسؤولي الحفاظ على الغابات والحياة البرية في أوديشا في مارس 2021 أن الحريق لم يتسبب في أي خسارة للحياة البرية ولم يؤثر على المنطقة الأساسية لمحميات النمور.  وكرر البيان من قبل رئيس وزراء أوديشا نافين باتنايك الذي صرح في مارس أن الحريق لم يتسبب في خسائر في الأرواح أو الحيوانات.  وصفت المجتمعات الأصلية المحلية التي تعيش داخل محمية المحيط الحيوي، وكذلك الناشطون البيئيون، انتشار الحريق بأنه غير مسبوق ويسبب خسارة للعديد من الأنواع المحلية من النباتات والحيوانات.  وصفت جمعية الحياة البرية في أوديشا ادعاء الولاية بعدم وقوع أضرار جسيمة بأنه «سخيف». مشيرا بشكل خاص إلى التأثير علي السحالي والأوركيد المحلية. 
أفادت فاينانشيال اكسبرس أن حرائق الغابات دمرت ما يقرب من ثلث حديقة سيمليبال الوطنية.  
من المحتمل أن تؤثر الحرائق المطولة ودرجات الحرارة المرتفعة على إنتاج العسل البري في سيمليبال، مما سيكون له عواقب على السكان القبليين المحليين الذين يجمعون العسل البري ويبيعونه لكسب عيشهم. 